# Russische Partei des Lebens
Die Russische Partei des Lebens (russisch Российская партия жизни) war eine offiziell linksdemokratische Partei in Russland. Von Beobachtern der russischen Politik wurde sie jedoch  als eine vom Umfeld Wladimir Putins geschaffene künstliche Konkurrenz zu regierungskritischen Linksparteien und Gegenstück zur offiziell konservativen Putinpartei Einiges Russland gesehen. Der Vorsitzende Sergei Mironow stammt ebenfalls aus dem Umfeld Putins. Bei den Dumawahlen 2003 erreichte die Partei des Lebens 1,9 %.
Am 28. Oktober 2006 vereinigte sich die Partei mit den ebenfalls regierungsnahen und offiziell linksnationalen Gruppierungen Rodina und Russische Rentnerpartei zur Partei Gerechtes Russland: Heimat, Rentner, Leben (russisch Справедливая Россия: родина, пенсионеры, жизнь) um auf dem linken Flügel eine große neue, der Regierung nahestehende Partei zu schaffen. Dies wird als Versuch der Regierung gesehen, die linke Konkurrenz zur kommunistischen Partei zu stärken.